# Estela García
Estela García Villalta (née le 20 mars 1989 à Vilanova i la Geltrú) est une sprinteuse espagnole.

## Carrière
Estela Garcia debute l'athlétisme et devient élève de Manuel Pascua.
Elle a été suspendue pour deux ans pour dopage à un diurétique sans prescription médicale à la suite de problèmes de rétention d'eau en 2011 aux Championnats d'Espagne de Malaga. Par conséquent, elle n'a pas pu participer au Championnat mondial de Daegu. Elle s'excuse publiquement quelques mois plus tard.
En 2013, elle suit une licence d'Hygiène Bucodentaire pour devenir orthodontiste, travaille dans un magasin de sport et s'entraîne en athlétisme le soir. Son entraîneur est Luis Sevillano. Elle gagne aux Championnats d'Espagne la même année la médaille d'or au 60m en 7,52s et 200 m en 23,77s, ce qui fait d'elle la première athlète espagnole à gagner ces deux médailles lors de la même édition[réf. nécessaire].
Elle dénonce les ressources financières nécessaires pour faire du sport[réf. nécessaire].
Elle a participé aux Jeux Olympiques de Rio en 2016[réf. nécessaire].
Elle est orthodontiste[réf. nécessaire].

## Palmarès
| Date | Compétition           | Lieu      | Résultat | Épreuve   | Temps   |
| ---- | --------------------- | --------- | -------- | --------- | ------- |
| 2010 | Championnats d'Europe | Barcelone | 5e       | 4 x 100 m | 43 s 45 |
| 2013 | Jeux méditerranéens   | Mersin    | 4e       | 200 m     | 23 s 65 |
| 2018 | Jeux méditerranéens   | Tarragone | 3e       | 200 m     | 23 s 11 |
| 2018 | Jeux méditerranéens   | Tarragone | 2e       | 4 x 100 m | 43 s 31 |
| 2018 | Championnats d'Europe | Berlin    | 8e       | 4 x 100 m | 43 s 54 |

## Records
| Épreuve | Temps   | Lieu      | Date            |
| ------- | ------- | --------- | --------------- |
| 60 m    | 7 s 32  | Madrid    | 8 février 2019  |
| 100 m   | 11 s 30 | Getafe    | 21 juillet 2018 |
| 4*100 m | 43 s 31 | Tarragone | 30 juin 2018    |
| 200 m   | 23 s 11 | Tarragone | 29 juin 2018    |
| 300 m   | 37 s 30 | Barcelone | 11 juillet 2018 |